# Themistocles Żammit
Themistocles „Temi” Żammit (ur. 30 września 1864 w Valletcie, zm. 2 listopada 1935 w Ta’ Xbiex) – maltański archeolog, epidemiolog, historyk, profesor chemii, lekarz, badacz i pisarz. Pełnił funkcję rektora Królewskiego Uniwersytetu Maltańskiego (1920–26) i był pierwszym dyrektorem Narodowego Muzeum Archeologicznego w Valletcie.

## Życiorys
Po ukończeniu medycyny na Uniwersytecie Maltańskim Żammit specjalizował się w bakteriologii w Londynie i Paryżu. Jego odkrycie w 1905 r. skażonego mleka jako nośnika przenoszącego na ludzi bakterię brucella melitensis ze krwi koziej w znacznym stopniu przyczyniło się do wyeliminowania z wysp gorączki maltańskiej, dzięki czemu uzyskał tytuł rycerski.
Jako autor kilku książek w języku maltańskim, Żammit otrzymał tytuł doktora honoris causa Uniwersytetu Oksfordzkiego. Został pasowany na rycerza w 1930 r., a wcześniej został odznaczony jako Kawaler Orderu św. Michała i św. Jerzego. Opublikował także historię wysp maltańskich i uczestniczył w ważnych wykopaliskach archeologicznych, takie jak Hypogeum Ħal Saflieni oraz megalityczne świątynie Tarxien, Ħaġar Qim i Mnajdra, które w 1980 i 1992 r. zostały wpisane na listę światowego dziedzictwa UNESCO.

## Upamiętnienie
Naukowe podejście Żammita do archeologii dodatkowo wzmocniło jego międzynarodową reputację. Stałą ekspozycję niektórych jego znalezisk można obejrzeć w Narodowym Muzeum Archeologicznym w Valletcie.
Imię Żammita nosi główna aula Uniwersytetu Maltańskiego. Przedstawiony jest na pamiątkowej monecie 1 MTL z 1973 r. i na pamiątkowej monecie 5 MTL z 2006 r.
Żammit podpisał większość swoich prac inicjałami T. Z.